# Jesper Koch (kok)
 Ikke at forveksle med Jesper Koch (komponist).
Jesper Koch (født 23. juni 1974 i Aabenraa) er en dansk kok. Han er kendt fra blandt andet fjernsynsprogrammet Masterchef Danmark, hvor han har været dommer siden 2014. Han har siden 2019 været chefkok på restaurant Syttende.

## Karriere
Jesper Koch har været leder på restauranter & hoteller både i indland og udland. Blandt disse nævnes Auberge de l’ill, Molskroen og Kocherier. Koch har gennem årene startet flere nye restauranter op sammen med sine brødre, herunder Restaurant Koch, Frøken Koch, Kocherier, Vin og Vin brødrene Koch og Det Glade Vanvid. Desuden har han arbejdet på to- og trestjernede Michelin-restauranter i bl.a. Frankrig og Oslo.[kilde mangler]
Han er også forfatter til flere kogebøger som "Koch og Krone", "Sunde kocherier" og "Appetit på livet".
I 2019 åbnede Jesper Kochs restaurant "Syttende" i Alsik Hotel i Sønderborg. Tv-programmet "koch'en på toppen" fortæller historien om åbningen af hotellet.

## Priser
Han har tidligere vundet titlen "Årets Kok" for professionelle kokke i 1999 og 2000. Han vandt "Årets Forret", og i 2004 modtog han Dansk Gastronomisk Akademis hædersdiplom.
Jesper vandt prisen kokkenes kok ved kokke konkurrencen sol over Gudhjem i 2020[kilde mangler]
Syttende hvor Jesper Koch var chefkok modtog i 2021 sin første Michelin-stjerne.